# Jake Pavelka
Jacob Lynn "Jake" Pavelka (Dallas, Texas, 27 de enero de 1978) es un piloto estadounidense más conocido por sus apariciones en seis programas de telerrealidad, principalmente en The Bachelor.

## Primeros años y carrera
Pavelka nació en Dallas, Texas de Sallie Lanell (Mack de soltera) y James Lynn Pavelka. Él es el hijo medio de tres hijos. Sus hermanos, Jason y Matthew, están casados. Él tiene dos sobrinos. Pavelka creció en Denton, Texas y comenzó a tomar lecciones de vuelo cuando tenía doce años. Jugó en el fútbol de la escuela secundaria, y en 2001 se convirtió en instructor de vuelo certificado. Asistió a la Universidad del Norte de Texas y a la Universidad Aeronáutica Embry-Riddle en Daytona Beach, Florida para ingeniería aeroespacial.Pavelka se convirtió en capitán de una aerolínea e instructor de vuelo a los 23. Trabajó como piloto de Atlantic Southeast Airlines, y bajo el nombre de Jake Landrum, actuó en varios comerciales de televisión y programas producidos en el área de Dallas. Pavelka es primo de la modelo de fitness, presentadora de televisión, actriz y entrenadora personal, Jessie Pavelka. Pavelka participa en triatlones y ha estado activo durante toda su vida.

## Telerrealidad
Pavelka apareció por primera vez como concursante en 2009, en la quinta temporada del reality show de ABC, The Bachelorette. Fue eliminado de la competencia, pero fue traído por la red para protagonizar la temporada 14 de su serie The Bachelor en 2010. La ejecución del programa terminó con Pavelka proponiendo matrimonio con la concursante Vienna Girardi en el final de marzo de 2010. La pareja se separó en junio de 2010.
Tras el final de The Bachelor, Pavelka fue nombrada como una de las celebridades que participarían en la décima temporada de Dancing with the Stars. Él y su pareja de baile Chelsie Hightower fueron los quinta en ser eliminados, en abril de 2010. En julio de 2011, Pavelka participó en la segunda temporada de Bachelor Pad. También participó en la serie de realidad 2011 de VH1,, Famous Food, y apareció en un episodio de septiembre de 2011 del reality show H8R de The CW.  En 2014, fue un concursante en Rachael vs. Guy: Celebrity Cook-Off. El 23 de mayo de 2016, apareció como invitado sorpresa en The Bachelorette con JoJo.

## Otros trabajos
En junio de 2010, Pavelka fue programada como estrella invitada en un episodio de Drop Dead Diva como Toby Devlin, concursante en un reality show de ficción El 14 de enero de 2011, Pavelka fue la estrella invitada en The Bold and the Beautiful.
De febrero a marzo de 2012, Pavelka fue una celebridad invitada en el show de Chippendales en Las Vegas.

## Filmografía
| Año       | Título                              | Papel                    | Notas                          |
| --------- | ----------------------------------- | ------------------------ | ------------------------------ |
| 1999      | Walker, Texas Ranger                | Joven Cordell Walker     |                                |
| 2000      | The President's Man                 | Joven Joshua McCord      |                                |
| 2009      | The Bachelorette                    | Él mismo                 | Concursante en la temporada 5  |
| 2010      | The Bachelor                        | Él mismo                 | Papel protagonista             |
| 2010      | Dancing with the Stars              | Él mismo                 | Concursante en la temporada 10 |
| 2010      | Drop Dead Diva                      | Toby                     |                                |
| 2010      | Party Girl Plus One                 | Bryce Wharton Powell III |                                |
| 2011      | Bachelor Pad                        | Él mismo                 | Concursante                    |
| 2011      | Famous Food                         | Él mismo                 | Concursante                    |
| 2011–2014 | The Bold and the Beautiful          | Kyle el piloto           | Estrella invitada recurrente   |
| 2012      | Burning Love                        | Jeff                     | serie web                      |
| 2014      | Rachael vs. Guy: Celebrity Cook-Off | Él mismo                 | 7º puesto                      |
| 2016      | The Bachelorette                    | Él mismo                 |                                |